# Старая Колпна
Старая Колпна — село в Щёкинском районе Тульской области России.
В рамках административно-территориального устройства относится к Шевелёвской сельской администрации Щёкинского района, в рамках организации местного самоуправления включается в сельское поселение Ломинцевское.

## География
Расположено на восточной границе города Щёкино, в 2 км к востоку от железнодорожной станции Щёкино.

## Население
| 2002 | 2010 |
| ---- | ---- |
| 370  | ↘274 |